# Stictoleptura scutellata
Stictoleptura scutellata là một loài bọ cánh cứng trong họ Cerambycidae.

## Hình ảnh

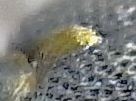
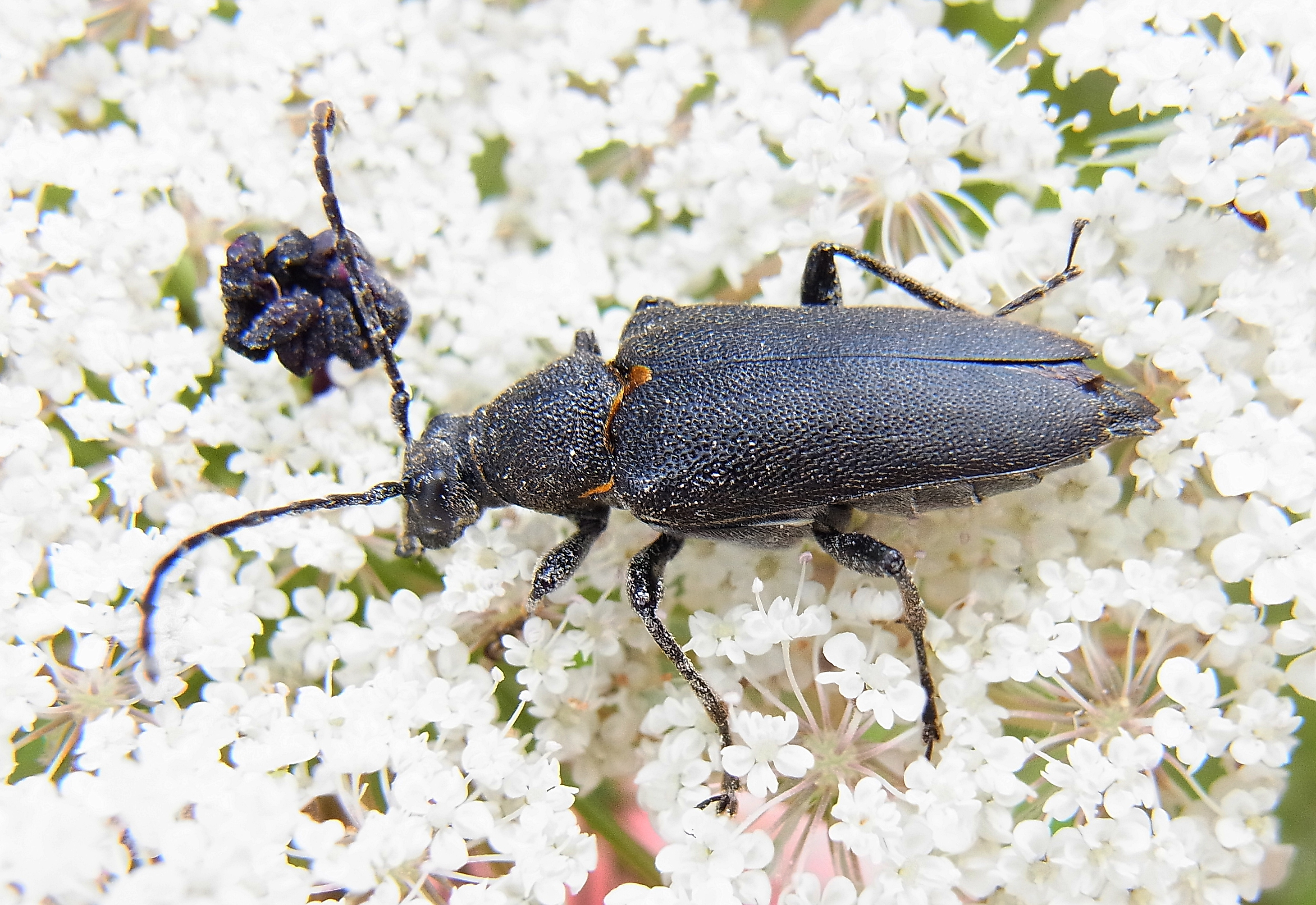
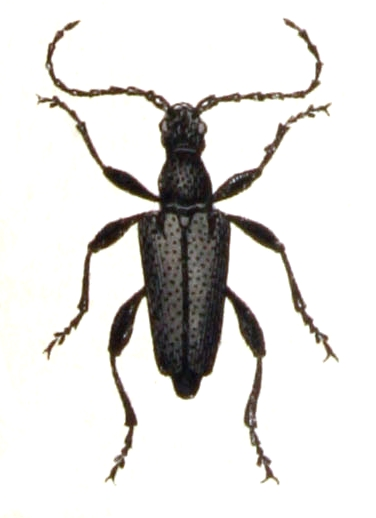
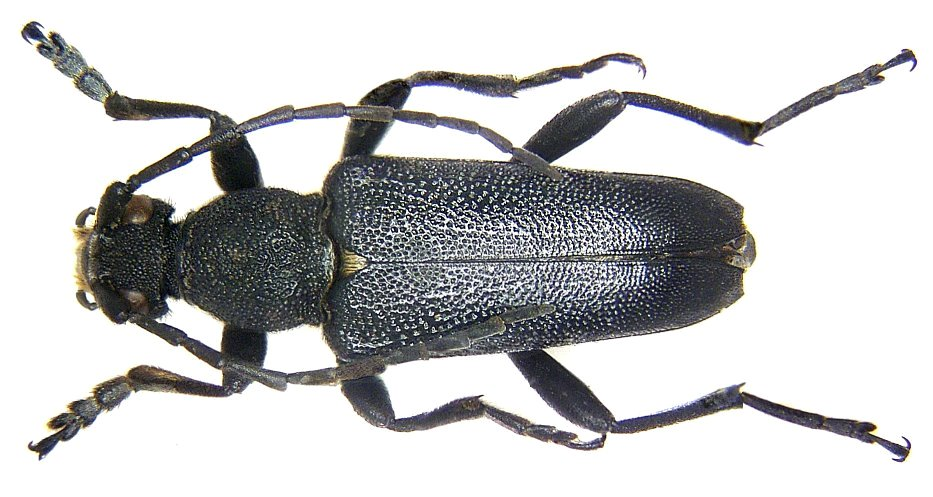